# Йоханнессон, Диего
Диего Йоханнессон Пандо (исп. Diego Johannesson Pando; 3 октября 1993, Вильявисьоса, Испания) — испанский и исландский футболист, защитник клуба «Альбасете». Выступал за сборную Исландии.

## Биография
Родился в городе Вильявисьоса на севере Испании, в семье испанки и выходца из Исландии. У него есть младший брат Давид (р. 1994), который также занимался футболом и играл в низших лигах Испании.

### Клубная карьера
Воспитанник академий «Спортинг Хихон» и «Лиано 2000». В 2011 году перешёл в молодёжную команду «Реал Овьедо». Начиная с сезона 2012/13 стал выступать за фарм-клуб «Овьедо» в испанской Терсере. Дебютировал за основной состав 12 октября 2014 года, отыграв весь матч против клуба «Расинг Ферроль» в Сегунде Б. По итогам сезона 2014/15 «Реал Овьедо» стал победителем группы 1 Сегунды Б, а затем оказался сильнейшим на стадии плей-офф, таким образом добившись выхода в Сегунду.

### Карьера в сборной
Впервые был вызван в сборную Исландии в январе 2016 года. Дебютировал в составе национальной команды 31 января в товарищеском матче против сборной США, в котором вышел на замену после перерыва. Следующий вызов в сборную получил в ноябре 2017 года и провёл две товарищеские встречи со сборными Чехии и Катара.

## Достижения
«Реал Овьедо»
- Победитель Сегунды Б: 2012/13 (группа 1)
- Победитель плей-офф Сегунды Б: 2015